# Black Byrd
Black Byrd è un album di Donald Byrd, pubblicato dalla Blue Note Records nel febbraio del 1973. Il disco fu registrato al The Sound Factory Studio di Los Angeles, California (Stati Uniti).

## Tracce
Brani composti da Larry Mizell, tranne dove indicato
Lato A
1. Flight Time – 8:30 – Registrato il 4 aprile 1972
2. Black Byrd – 8:00 – Registrato il 24 novembre 1972
3. Love's so Far Away – 6:00 – Registrato il 24 novembre 1972

Lato B
1. Mr. Thomas – 5:15 (Larry Mizell, Warren Jordan) – Registrato il 3 aprile 1972
2. Sky High – 5:59 – Registrato il 24 novembre 1972
3. Slop Jar Blues – 6:00 – Registrato il 24 novembre 1972
4. Where Are We Going? – 4:40 (Larry Mizell, Larry Gordon) – Registrato il 24 novembre 1972

## Musicisti
A1 e B1
- Donald Byrd - flicorno, tromba, voce
- Larry Mizell - voce, arrangiamenti, compositore
- Fonce Mizell - tromba, voce
- Roger Glenn - flauto, flauto alto, sassofono
- Joe Sample - pianoforte, pianoforte elettrico
- Fred Perren - pianoforte elettrico, sintetizzatore, voce
- Dean Parks - chitarra
- Wilton Felder - basso elettrico
- Harvey Mason - batteria
- Bobbye Porter Hall - percussioni

A2, A3, B2, B3 e B4
- Donald Byrd - flicorno, tromba, voce
- Larry Mizell - voce, arrangiamenti, compositore
- Fonce Mizell - tromba, voce
- Roger Glenn - flauto, flauto alto, sassofono
- Joe Sample - pianoforte, pianoforte elettrico
- Fred Perren - pianoforte elettrico, sintetizzatore, voce
- David T. Walker - chitarra
- Chuck Rainey - basso elettrico
- Harvey Mason - batteria
- Stephanie Spruill - congas, tamburello[5]